# Сподње Тинско
Сподње Тинско (словен. Spodnje Tinsko) је насељено место у општини Шмарје при Јелшах, Савињска регија, Словенија.

## Историја
До територијалне реорганизације у Словенији било је у саставу старе општине Шмарје при Јелшах.

## Становништво
У попису становништва из 2011. године, Сподње Тинско је имало 62 становника.
| Број становника према пописима | Број становника према пописима | Број становника према пописима |
| ------------------------------ | ------------------------------ | ------------------------------ |
| 1991                           | 2002                           | 2011                           |
| 91                             | 77                             | 62                             |

Напомена: Године 1952. настала издвајањем дела из насеља Згорње Тинско. Године 2010. извршена је мала размена територија између насеља Зибика, Ореховец и Сподње Тинско.